# Açúcar sintático
Em ciência da computação, um açúcar sintático é uma sintaxe dentro da linguagem de programação que tem por finalidade tornar suas construções mais fáceis de serem lidas e expressas. Ela faz com que o uso da linguagem se torne "mais doce" para o uso humano, permitindo que suas funcionalidades sejam expressas mais claramente, mais concisamente ou, ainda, como um estilo alternativo preferido por alguns.
Por exemplo, algumas linguagens de programação proveem uma sintaxe especial para referência e atualização de elementos. De forma abstrata, uma referência de Array é um processo simples de dois argumentos: um array e um vetor de subscript, que podem ser expressados assim: get_array(Array, vector(i,j)). Ao invés disso, muitas linguagens oferecem uma sintaxe diferenciada como Array[i,j]. De forma similar, uma atualização de um elemento array é próxima disto: set_array(Array, vector(i,j), value), mas em muitas linguagens constata-se isto também: Array[i,j] = value.
De forma geral, uma construção na linguagem pode ser chamada de Syntactic Sugar se for removida sem causar nenhum efeito sobre o que a linguagem pode fazer: a funcionalidade e o poder de expressividade permanecerão os mesmos.

## Origem
O termo "sintática açucarada" foi criado por Peter J. Landin em 1964 para descrever a sintaxe de um ALGOL simples - como a linguagem de programação que foi definida semanticamente nos termos da aplicação das expressões do Cálculo lambda, centrada na substituição léxica do λ com "where".
Construída na distinção entre as construções essenciais da linguagem e a Sintática Açucarada feita por Landin, em 1991, Matthias Felleisen propôs uma codificação do poder expressivo para se alinhar com as "crenças largamente sustentadas" na literatura. Ele definiu "mais expressivo" como, sem as construções de linguagem em questão, um programa deveria ser completamente reordenado.
Outras linguagens de programação, como CLU, ML e Scheme, estenderam essa definição para o que dentro do núcleo de linguagem seria definido como construções essenciais. O que fosse conveniente, características de nível superior poderia ser "desaçucaradas" e decompostas para aquele subconjunto. Essa é, de fato, a prática matemática de se construir a partir do que é primitivo.

## Exemplos notáveis
- Atribuição ampliada ou atribuição composta: por exemplo:a += b equivale a a = a + b em C e linguagens similares.
- Atribuições paralelas: várias combinações podem ser combinadas em uma única afirmação. Por exemplo: a = x; b = y pode ser escrito como a, b = x, y (considerando que todas as variáveis são distintas). É usada, particularmente, quando se vai trocar os valores de duas variáveis.
- Operador: Usar um operador é semanticamente equivalente a chamar uma função. Por exemplo: a + b * c é igual a add(a, multiply(b, c)).
- Em Linguagem C, a notação a[i] é um açúcar sintático para *(a + i).[5].
- O using em C# garante que certos objetos estão dispostos corretamente. O compilador expande a afirmação em um quadro try-finally.[6]
- Compreensão de listas em Python.
- Decoradores em Python.

## Críticas
Alguns programadores pensam que essa sintaxe é fútil e não importante. Certamente, formas especiais de sintaxe fazem com que uma linguagem seja menos uniforme e sua especificação mais complexa, além de poder causar problemas como tornar programas grandes e complexos. Esse ponto de vista é amplamente espalhada na comunidade Lisp, uma vez que ela possui uma sintaxe muito simples e regular e pode ser facilmente modificada.